# Josef von Baechlé

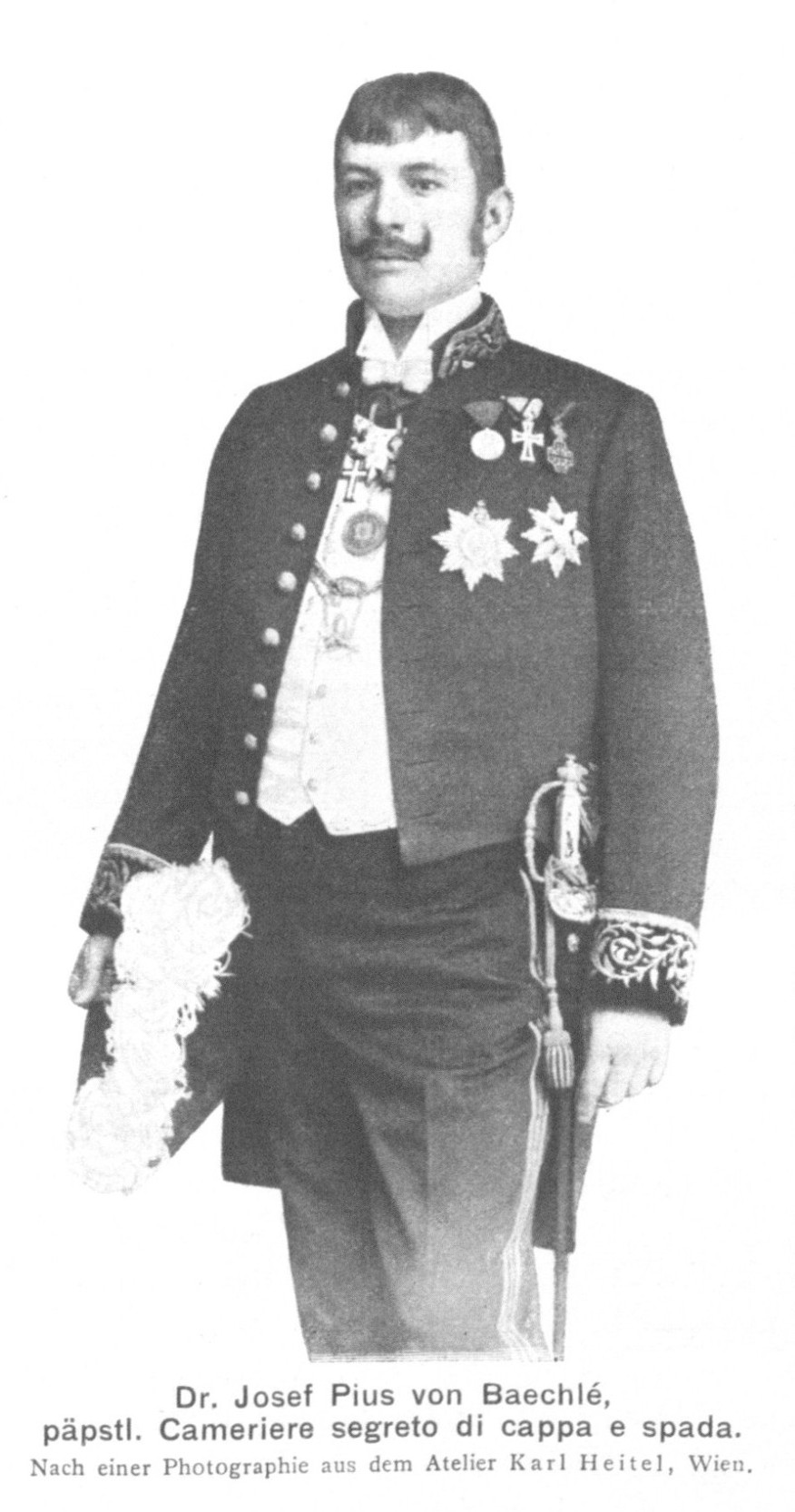
Josef von Baechlé im Jahre 1902

Josef von Baechlé (* 21. Mai 1868 in Wien; † 11. Mai 1933 ebenda) war ein österreichischer Realitätenbesitzer, Jurist und Politiker (CS).
Josef von Baechlé besuchte die Volksschule und das Gymnasium. Ab 1896 studierte er an der Universität Wien und promovierte im Jahr 1900 zum Dr. jur. Er war von 1906 bis 1918 Mitglied des Gemeinderates der Stadt Wien. Er war Mitglied des Niederösterreichischen Landesschulrates, Gründer des österreichischen Schulmuseums, Vizepräsident des katholischen Schulvereines und Obmann des niederösterreichischen Feuerwehrunterstützungsvereines. Im Jahr 1897 erfolgte seine Nobilitierung.
Von 1902 bis 1918 war er Abgeordneter zum Landtag von Niederösterreich, von 1907 bis 1918 Abgeordneter zum Reichsrat (XI. und XII. Legislaturperiode). 1918/19 war er Mitglied der Provisorischen Nationalversammlung (Wahlbezirk Österreich unter der Enns 2).
Seit 1911 war er Ehrenmitglied der katholischen Studentenverbindung KÖHV Rugia Wien.